# The Haçienda
A The Haçienda egy 1982-ben épült szórakozóhely volt Manchesterben. Az épületet 2002-ben lebontották, helyére ingatlanok kerültek.